# یوهان آدام شال فن بل
یوهان آدام شال فن بل (انگلیسی: Johann Adam Schall von Bell; ۱ مهٔ ۱۵۹۲ – ۱۵ اوت ۱۶۶۶) یک دانشمند در زمینه اخترشناسی و دین اهل آلمان بود.